# KFOG
KFOG é uma estação de rádio, especializada em rock, localizada em São Francisco, Califórnia (Estados Unidos) e difundida pela frequência 104.5 FM.
A estação tinha o seu foco no gênero easy listening desde os anos 1960, e depois adapta-se à transmissão exclusiva de rock de 1983 a 1994. Depois de 1994, o formato inteiramente composto por músicas de rock clássico muda para seguir a evolução da época. O rock moderno encaixa-se à programação depois de muitos anos de ênfase no rock clássico . A KFOG começa a ter problemas na audiência. Era então um tempo de abrir as antenas para o new rock : este último é composto de tendências distintas mas complementares, o rock moderno, difundido em São Francisco pela rádio Live 105, e o light rock, que era a especialidade da rádio KOIT (sempre em São Francisco). A KFOG lança então um formato que junta o light rock e o rock clássico. O resultado ajuda a manter ou aumentar uma audiência composta de jovens profissionais e intelectuais . Este formato continua até hoje.
A KFOG lançou a sua transmissão ao vivo pela internet em 1998.

## Ligações Externas
- (em inglês) Sítio oficial da estação de rádio